# Рудка (правый приток Десны)
Рудка (укр. Рудка) — река, впадающая в озеро Старая Десна, что по правый берег Десны, протекающий по Черниговскому району (Черниговская область, Украина).

## География
Длина — 7 км.
Русло сильно-извилистое. Долина приустьевого участка реки сливается с долиной Десны. В верхнем течении реки русло выпрямлено в канал (канализировано).
Река берёт начало северо-восточнее села Козероги (Черниговский район). Река течёт на юго-запад. Впадает в озеро Старая Десна — бывшее русло Десны восточнее села Смолин (Черниговский район). Правый приток Гулак берёт начало от реки Боровая (приток Десны).
Пойма занята заболоченными участками с лугами и кустарниками, незначительно — лесами (лесополосами).
Притоки (от истока к устью):
1. Гулаг (левый)
2. ручей Жеведь (правый)

На берегу реки нет населённых пунктов.